# Hugh Kerr
Hugh Kerr (ur. 9 lipca 1944 w Hurlford) – brytyjski polityk i nauczyciel akademicki, poseł do Parlamentu Europejskiego IV kadencji.

## Życiorys
Kształcił się w Kilmarnock Academy, London School of Economics i na University of Essex. Pracował jako nauczyciel akademicki na University of North London, zajmował się także dziennikarstwem. Został działaczem Partii Pracy. W latach 1994–1999 sprawował mandat eurodeputowanego, pracował m.in. w Komisji ds. Kobiet oraz Komisji ds. Socjalnych i Zatrudnienia. W trakcie kadencji przeszedł z frakcji socjalistycznej do grupy zielonych. Po odejściu z Partii Pracy działał w szkockich ugrupowaniach Scottish Socialist Party i Solidarity, był rzecznikiem prasowym ich lidera Tommy'ego Sheridana. Bez powodzenia kandydował w wyborach regionalnych i do Izby Gmin. W 2011 dołączył do Szkockiej Partii Narodowej.